# Alan Jefferson
Alan Rigby Jefferson (* 20. März 1921 in Ashtead, Surrey; † 9. April 2010) war ein britischer Schriftsteller und Biograf.

## Biografie

### Offizier im Zweiten Weltkrieg
Jefferson, dessen Mutter 1933 starb, wurde durch seinen Vater, einen Börsenmakler und Bariton der Gilbert & Sullivan-Operngesellschaft in Surrey, für Klassische Musik inspiriert. Nach der Schulausbildung an der Rydal School in Wales trat er in den Militärdienst der British Army und fand während des Zweiten Weltkrieges Verwendung als Hauptmann des 9 Parachute Squadron RE. Gleichzeitig nahm er Ballettunterricht und erhielt deshalb den Spitznamen „Twinkletoe“ (Leichtfuß). Während der Landung in der Normandie am D-Day gehörte er zu den wenigen Offizieren, die die Artilleriebatterie bei Merville erreichten. Aufgrund seiner Verwundungen an Armen und Beinen wurde er jedoch nach England evakuiert und diente nach der Überquerung des Rheins bei der Operation Plunder 1945 als Offizier bei einer Bildungseinheit in Palästina.
Seine 1987 unter dem Titel „Assault on the Guns of Merville“ beim Verlag John Murray erschienene Autobiografie über die Landung in der Normandie betrachtete die Kriegsereignisse zur Verwunderung zahlreicher seiner Kameraden der British Army auch aus Sicht des Gegners. Dieser Standpunkt führte 1994 auch zu einem Treffen mit Professor Raimund Steiner, der als Offizier der Wehrmacht während der Operation Tonga am 5. Juni 1944 Kommandant der deutschen Garnison der Merville-Batterie war. Daneben führte er auch regelmäßige Touren zu den Orten der Gefechtshandlungen des D-Day und wurde 2005 zum Ritter (Chevalier) der Ehrenlegion (Légion d'honneur) geschlagen.

### Theater- und Musikmanager und Autor
Nach der Demobilisierung erhielt er eine Ausbildung als Theaterregisseur an der Schule des Old Vic Theatre und leitete als solcher eine Wohltätigkeitsveranstaltung für Princess Margaret, Countess of Snowdon. Danach wechselte er an das Royal Shakespeare Theatre in Stratford-upon-Avon, wo er mit John Gielgud und Michael Hordern zusammenarbeitete. Daneben war er Produzent von mehreren Aufführungen im Rahmen des Festivals of Britain in der Kathedrale von Canterbury. Nach einigem kommerziellen Erfolg wurde er Mitte der 1960er Jahre Verwaltungsleiter des London Symphony Orchestra und schließlich 1968 Manager des BBC Concert Orchestra.
Während dieser Zeit wurde er auch mit dem Musikproduzenten Walter Legge und dessen Frau, der Opernsängerin Elisabeth Schwarzkopf, sowie mit zahlreichen weiteren bedeutenden Persönlichkeiten der Londoner Musikwelt bekannt.
Jefferson verfasste seit 1964 mehr als ein Dutzend Biografien von Musikern wie Richard Strauss (1973), Sir Thomas Beecham (1986) und Lotte Lehmann (1988). Keines dieser umfangreichen Werke erreichte aber soviel Aufmerksamkeit wie sein Buch über Elisabeth Schwarzkopf.

### Kontroverse über Elisabeth Schwarzkopf
1996 verursachte er durch die Behauptung eine Kontroverse, dass die Opernsängerin Elisabeth Schwarzkopf ein aktives Mitglied der NSDAP mit der Mitgliedsnummer 7.548.960 gewesen sei. Diese Darstellung erfolgte in der nichtautorisierten Biografie „Elisabeth Schwarzkopf. Die Biographie“ über die berühmte Sopranistin und basierte auf Teilen seiner Gespräche mit Walter Legge, dem Ehemann der Sängerin. Laut Jefferson sei die 2006 verstorbene Sängerin nicht nur passives Mitglied der NSDAP gewesen, wie es von nahezu jedermann während der 1930er Jahre, der auf eine erfolgreiche berufliche Laufbahn baute, erwartet wurde. Vielmehr hätte sie ihre Briefe mit „Heil Hitler“ unterzeichnet und in einem Chor gesungen, der das Singen jüdischer Musik ablehnte. Darüber hinaus sei sie Vorsitzender einer Studentenorganisation gewesen, die sich dafür einsetzte, dass ihre Kommilitonen keine abschätzigen Bemerkungen über den Führer machten. Das bei Victor Gollancz Ltd. veröffentlichte Buch, die erste tiefgründige Darstellung des Lebens der Sängerin, enthüllte auch, dass Schwarzkopf in fünf Propagandafilmen für Reichspropagandaminister Joseph Goebbels mitwirkte und in der Gottbegnadeten-Liste aufschien. Schlagzeilen wie „Nazi im Nachthemd“ und „Sogar ihr Gehalt wurden von Goebbels arrangiert“ führten nicht zur Beeinträchtigung des Verkaufs des Buchs, aber zu einer Wut bei den Unterstützern der Sängerin, besonders im Norden Londons, wo die Sängerin über viele Jahre lebte.
Jefferson selbst behauptete bestürzt über diese Kontroverse zu sein. Nach einer Rezension von Bernard Levin in The Times unter dem Titel „Who he?“ erwiderte Jefferson, dass dieser Teil des Buches aus dem Zusammenhang gerissen wurde und sein Werk Schwarzkopf weder angreifen noch kritisieren wollte, sondern „eine innige Würdigung des Genusses, den sie uns gegeben hat“ sei. Andere sahen in dem Buch eine „peinlich genaue Darstellung“ und in einer anderen Rezension kam es zur Schlussfolgerung, dass er „zu sehr Fan als ein hinlänglicher Biograf“ sei.
Zu seinen weiteren musikwissenschaftlichen Werken gehören „The Glory Of Opera“ (1976) sowie „The Complete Gilbert & Sullivan“ (1984).
Zuletzt arbeitete er an einem nicht mehr veröffentlichten Buch über die Musik im Dritten Reich.
Darüber hinaus war er als freier Schallplattenkritiker tätig.

## Veröffentlichungen
- „A Centenary Tribute - Sir Thomas Beecham“, MacDonald & Jane's, London 1979. ISBN 0-354-04205-X
- „Lotte Lehmann. Eine Biografie“, Schweizer Verlagshaus, Zürich 1991, ISBN 3-7263-6632-6
- „Elisabeth Schwarzkopf. Die Biographie“, Langen/Müller, München 1996, ISBN 3-7844-2586-0